# Reseda diffusa
Reseda diffusa är en resedaväxtart som först beskrevs av John Ball, och fick sitt nu gällande namn av John Ball. Reseda diffusa ingår i släktet resedor, och familjen resedaväxter. Inga underarter finns listade i Catalogue of Life.